# Äquivalenztausch
Der Äquivalenztausch oder Äquivalententausch ist aus wirtschaftssoziologischer Betrachtung ein Tausch, bei dem Waren mit gleichen Werten getauscht werden. Daher gilt er als gerechter Tausch. In der klassischen Politischen Ökonomie verkörpern die Warenwerte die Reproduktionskosten, die zu ihrer Wiederherstellung erforderlich sind, gerechnet in Arbeitsquanta (s. Arbeitswerttheorie). Adam Smith schwankt in der Bestimmung des „wahren“ oder „natürlichen“ Werts: zum einen sieht er in der aufgewandten Arbeitsmenge, zum anderen in den Produktionskosten den Maßstab für den Tauschwert der Güter.
Aus marxistischer Sicht erleidet der Lohnarbeiter beim Tausch Arbeit gegen Lohn einen Tauschnachteil. Zwar wird die Arbeitskraft wie alle Waren nach ihren Reproduktionskosten bewertet und bezahlt, sie besitzt aber als einzige Ware den Vorteil, ein höheres Wertvolumen zu erzeugen als sie zu ihrer Reproduktion benötigt. Ohne formelle Verletzung des Äquivalenzprinzips eignet sich der Kapitalist das unbezahlte Mehrprodukt bzw. den Mehrwert an. 
In der marxistischen Ideologiekritik fungiert der Äquivalenztausch als das Grundmodell bürgerlicher Ideologie, die ihre Gleichheits- und Gerechtigkeitsvorstellungen aus der Sphäre der Warenzirkulation beziehe, unter Ausblendung der Produktionssphäre, des Ortes der Ausbeutung der Lohnarbeit.

## Objektive versus subjektive Wertlehre
Der Äquivalenztausch ist ein Tausch unter der Annahme, dass das zu tauschende Ding oder die zu tauschende Leistung einen objektiven Wert habe. Diese Annahme wird von der klassischen Politischen Ökonomie und von Karl Marx vertreten. Demnach bestimmt den Wert einer Ware das in ihr vergenständlichte Arbeitsquantum, welches zu ihrer Produktion erforderlich ist.
Neuere neoklassische Theorien, die u. a. von Hermann Heinrich Gossen, Carl Menger, Friedrich von Wieser, Stanley Jevons und Léon Walras entwickelt wurden, gehen jedoch davon aus, dass der Geldwert eines Guts oder einer Leistung eine rein subjektive Größe des jeweiligen bewerteten Grenznutzens ist. Danach ist der Tauschwert allgemein eine nur stochastisch berechenbare Größe, die ihren Ursprung in der marktwirtschaftlichen Warenwelt und nicht in der produzierenden Arbeitswelt hat.